# روت هریت لوئیز
روت هریت لوئیز (انگلیسی: Ruth Harriet Louise؛ ۱۳ ژانویه ۱۹۰۳ – ۱۲ اکتبر ۱۹۴۰) عکاس اهل ایالات متحده آمریکا بود.